# Privilegio General de Aragón
Im Privilegio General de Aragon gestand König Peter III. von Aragonien unter Druck 1283 den Cortes, besonders aber dem hohen Adel, eine Vielzahl von Freiheits- und Mitwirkungsrechten zu.

## Vorgeschichte
Im Jahr 1265 belehnte Papst Clemens IV. Karl von Anjou den jüngsten Sohn des französischen Königs mit dem Königreich Sizilien. Am 6. Januar 1266 fand im Lateran die Krönung statt. Nach einem Aufstand der Bevölkerung Siziliens (Sizilianische Vesper) gegen Karl von Anjou besetzte Peter III. von Aragonien die Insel und ließ sich am 4. September in der Kathedrale von Palermo zum König von Sizilien krönen.
Die kostspielige Aktion wurde aus Steuermitteln der Königreiche Aragonien und Valencia und des Fürstentums Katalonien finanziert. Papst Martin IV. reagierte darauf mit der Exkommunikation Peters. Der Heilige Stuhl sah die Länder der Krone von Aragonien als päpstliches Lehen an, dass er nun auf den noch minderjährigen Karl, den jüngeren Sohn des Königs von Frankreich, übertrug. Um seine Entscheidungen durchzusetzen, erklärte der Papst, den Krieg gegen Peter zum Kampf gegen Ungläubige. Er rief im Jahr 1284 zum Aragonesischen Kreuzzug gegen die von Peter regierten Länder auf.
Insbesondere der hohe Adel Aragoniens war schon lange bestrebt, seine Rechte gegenüber dem König zu erweitern, klar zu definieren und darüber eine bindende Verpflichtung des Königs zu erhalten. Während der Versammlung der Cortes von Aragonien 1265 konnte der hohe Adel König Jakob I. einige Zugeständnisse abringen. Die Cortes von Aragon bestanden aus vier Kammern (brazos), dem hohen Adel, dem niederen Adel, dem hohen Klerus und den Vertretern der Städte. In der Situation, in der Peter III. sich im Jahr 1283 befand, konnte er die Loyalität der Untertanen nur durch weitgehende Konzessionen erreichen. Im Oktober 1283 berief der König auf Druck des hohen Adels die Cortes von Aragonien nach Saragossa ein.  Alle vier Kammern der Cortes stimmten dem Privilegio General de Aragón zu, das dann von Peter III. und dem Kronprinzen Alfons III. unterschrieben wurde.

## Inhalte
Die 31 Artikel des Privilegio General können in sechs Themenbereiche eingeteilt werden: 1. Die Angelegenheiten des Adels und die Beziehungen zwischen den Ständen, 2. die zentrale und die örtliche Verwaltung, 3. das Wirtschaftssystem, 4. die Finanzverwaltung, 5. das Gerichtswesen, 6. die politische Verfassung.
Aus moderner Sicht wird bei den Rechten des Privilegio General unterschieden in die individuellen Rechte, die Rechte der Stände und die Rechte der Nation.

### Individuelle Freiheitsrechte
Zu einer Zeit, in der es keine Gewaltenteilung gab und sich alle Gewalt im König konzentrierte, war es von Bedeutung, dass diese Gewalt besonders im Bereich der Rechtspflege kontrolliert wurde. Im Privilegio General wurde unter anderem festgelegt, dass gerichtliche Untersuchungen gegen Personen aller Stände nur dann durchgeführt werden durften, wenn es einen Geschädigten gab. Darüber hinaus gab es ein Verbot der Folter. Eine Ausnahme von diesem Verbot betraf nur Ausländer bei Fällen von Falschmünzerei.  Alle Gerichtsverfahren, auch die Strafverfahren, mussten vor ordentlichen örtlich zuständigen Gerichten öffentlich und tagsüber stattfinden. Später entwickelte sich daraus auch die Vorschrift, dass die Häftlinge weder in der Aljafería noch in sonstigen Burgen, Türmen oder privaten Gefängnissen, sondern nur in allgemeinen Gefängnissen inhaftiert werden durften.

### Freiheitsrechte der Stände
1. Die Vergabe von Herrschaftsgebieten durch den König als Dank für geleistete Dienste wird auf den hohen Adel Aragoniens unter Ausschluss ausländischer Gefolgsleute beschränkt.
2. Die Verpflichtung, dem König für die erhaltenen Ehrungen zu dienen, wird beschränkt.
3. Es besteht keine Verpflichtung, den König auf überseeischen Unternehmungen zu begleiten.
4. Vom König als Dank für geleistete Dienste gewährte Herrschaftsgebiete kann der König nur mit einer schlüssigen Begründung und einer Entscheidung des Justicia de Aragón und der Cortes wieder aberkennen. Eine Beschlagnahme von Gütern ist nur im Fall von Hochverrat möglich.
5. Der niedrige Adel hat das Recht, Land vom König zu kaufen.

### Freiheitsrechte der Nation
In den Freiheitsrechten der Nation spielt die Vorstellung des Vertrages zwischen dem Monarchen und den Untertanen (pactismo) eine Rolle. Der König beachtete die traditionellen Rechte der Untertanen und die Untertanen hielten dem König die Treue. Das Privilegio General galt als eine Ausformung dieses Vertrages.
Nach dem Privilegio General entschied der Justicia de Aragón alle Streitfälle. die in den Cortes zwischen den Kammern des hohen Adels, des niederen Adels und den Vertretern der Städte auftraten, nach dem hergebrachten Recht.
Als Freiheitsrecht der Nation wurde auch die Regelung angesehen, dass alle Ämter im Königreich Aragonien mit aus Aragonien stammenden Personen zu besetzen sind.
Die in dem Privilegio General vorgesehene Abhaltung von Cortes sollte eine stärkere Beteiligung an den Entscheidungen, die das Königreich betrafen, sichergestellt werden. Diese Vorschrift wurde aber von den Königen weitgehend ignoriert.
Die Regelungen des Privilegio General wurden durch Druck der Cortes auf die Könige in der Folgezeit in einigen Punkten erweitert oder neu interpretiert.

## Einschätzung
Das Privilegio General von 1283 bildete die Grundlage für die Entwicklung geregelter Verfassungsstrukturen in Aragonien und öffnete die Türen für die Teilnahme der Stände in den Versammlungen des Königs als Teil der Untertanen, die den Rest des Landes repräsentierten.
Es wird mit der Magna Carta verglichen, in der 1215 unter ähnlichen Umständen dem englischen Adel grundlegende politische Freiheiten verbrieft wurden.
Bei der Vereinigung der Krone von Aragonien und der Krone von Kastilien in Personalunion, zu Ende des 15. Jahrhunderts, führten diese nationalbetonten Rechte, immer wieder zu Konflikten.